# 1912 au Manitoba
Chronologie du Manitoba
- 1908
- 1909
- 1910
- 1911
- 1912
- 1913
- 1914
- 1915
- 1916

Cette page concerne des événements d'actualité qui se sont produits durant l'année 1912 dans la province canadienne du Manitoba.

## Politique
- Premier ministre : Rodmond Palen Roblin
- Chef de l'Opposition :
- Lieutenant-gouverneur : Douglas Colin Cameron
- Législature :

## Naissances
- 26 avril : A. E. van Vogt, né Alfred Elton van Vogt au sud de Winnipeg et mort le 26 janvier 2000 (à 87 ans) à Los Angeles en Californie, est un écrivain canadien de science-fiction.

- 22 mai : Peter « Pete » Cameron Kelly (né à Winnipeg – mort le 22 mars 2004) était un joueur professionnel canadien de hockey sur glace qui évoluait au poste d'ailier droit. Il a joué sept saisons dans la Ligue nationale de hockey, remportant deux fois la Coupe Stanley avec les Red Wings de Détroit en 1936 et 1937[1]
- 13 août : Maurice Gagnon est un écrivain canadien francophone né à Winnipeg et mort en 1999.